# Bazyliskus
Bazyliskus, Flavius Basiliscus (ur. ok. 430, zm. 477) – bizantyński wódz wojskowy, później uzurpator panujący w Cesarstwie Wschodniorzymskim w latach 475–476. Był bratem Weryny – żony cesarza Leona I.
W 468 roku powierzono mu dowództwo nad potężną armią Cesarstwa Wschodniorzymskiego, które miało wypędzić Wandalów z Afryki (Wandalowie założyli swoje państwo w Afryce Północnej). W wyniku niekompetencji Bazyliskusa dowodzona przez niego armia poniosła klęskę w bitwie morskiej koło przylądka Bon, kiedy to pokonały ich wojska dowodzone przez wandalskiego króla Genzeryka. Jego siostra Weryna uzyskała dla swojego brata ułaskawienie od cesarza.
W styczniu 475 przeprowadził zamach stanu (umożliwiły mu to jego koneksje) i rozpoczął swoje 20-miesięczne rządy w Cesarstwie Wschodniorzymskim. Był zwolennikiem monofizytyzmu, co spotkało się z powszechnym niezadowoleniem. Podczas panowania Bazyliskusa w Konstantynopolu miał miejsce katastrofalny pożar, który zniszczył znaczną część miasta wraz z wieloma greckimi dziełami sztuki. Żoną Bazyliskusa była Zenonis. Razem z nim panował jako współcesarz jego nieletni syn Marek. W sierpniu 476 cesarz Zenon powrócił do Konstantynopola i zakończył rządy Bazyliskusa. W zależności od źródeł Bazyliskus został wygnany do Kapadocji i tam ścięty, lub Zenon zesłał Bazyliskusa oraz jego rodzinę na małą wyspę, gdzie wszyscy ponieśli śmierć głodową.